# Várdomb (Felsődobsza)

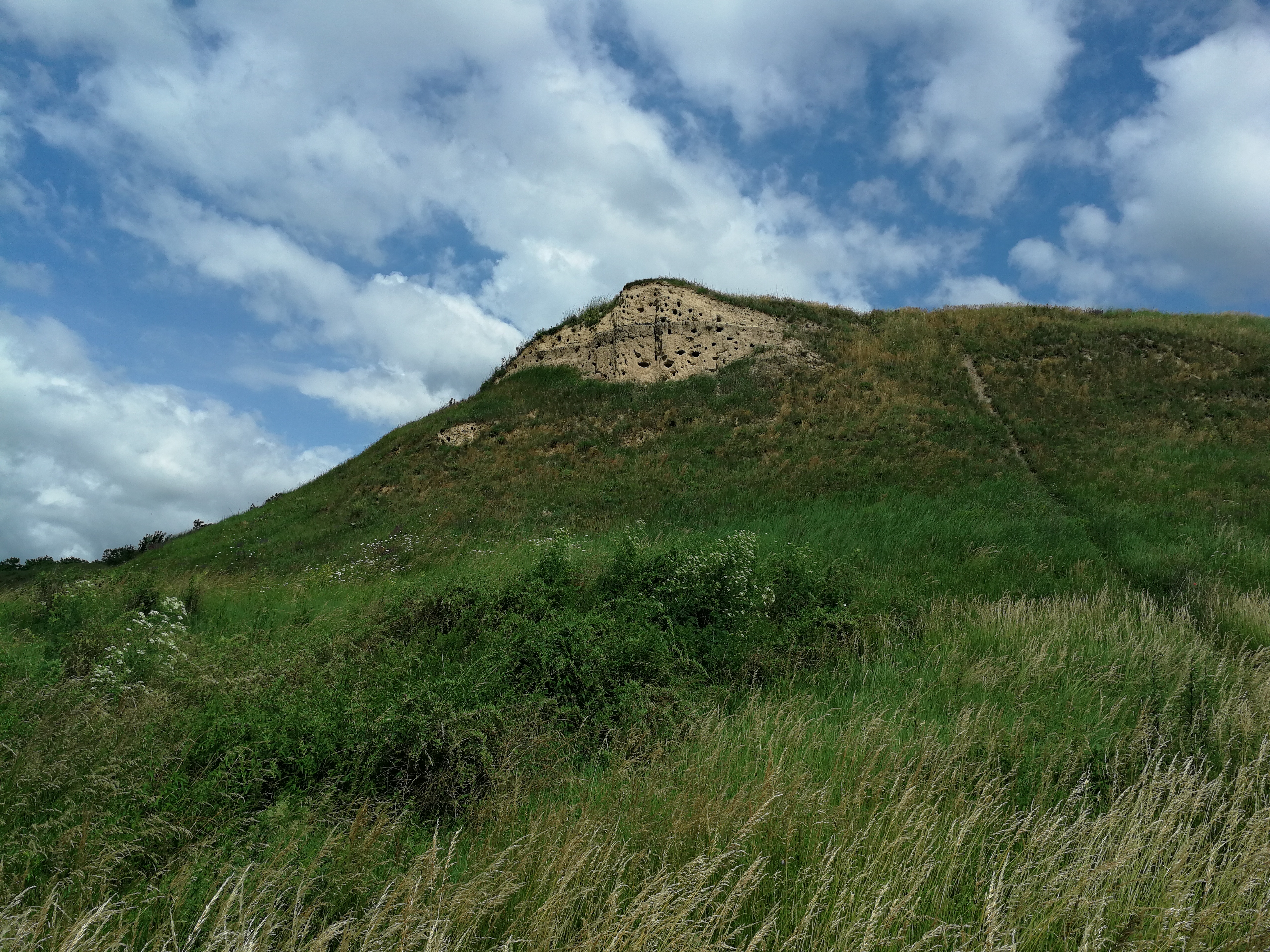

Felsődobsza külterületén található bronzkori földvár.

## Leírása
Területe erősen bolygatott. Az egykori sáncvárnak ma már csak erősen megcsonkított maradványa látható. Az újkorban sokat lebányásztak belőle. Keleti oldalába egykoron négy pincét vágtak. Jelenlegi hossza 40, szélessége 8 m.
A 19. század második felétől Szilágyi Ferenc és Csoma József is kutatták a területet. Utóbbi az innen származó leleteket kőkoriként határozta meg. Később Kalicz Nándor és Bóna István végeztek modern régészeti kutatásokat a területen. Ezek alapján a lelőhely kora a bronzkori hatvani és füzesabonyi kultúrába tehető.
A település 2022-ben a gyönyörű panorámájú dombtetőn keresztet és zászlórudat állított.

## Képgaléria

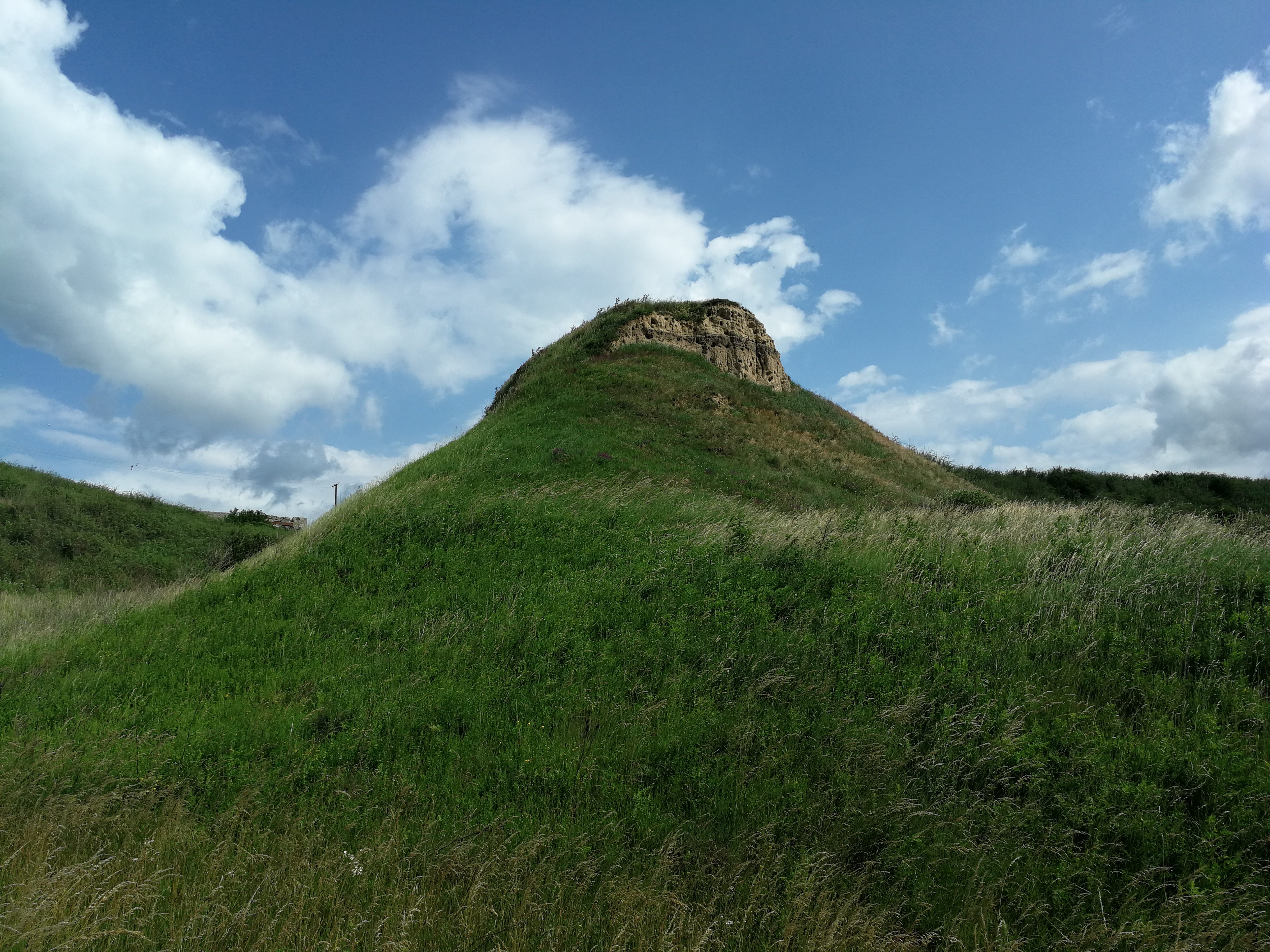
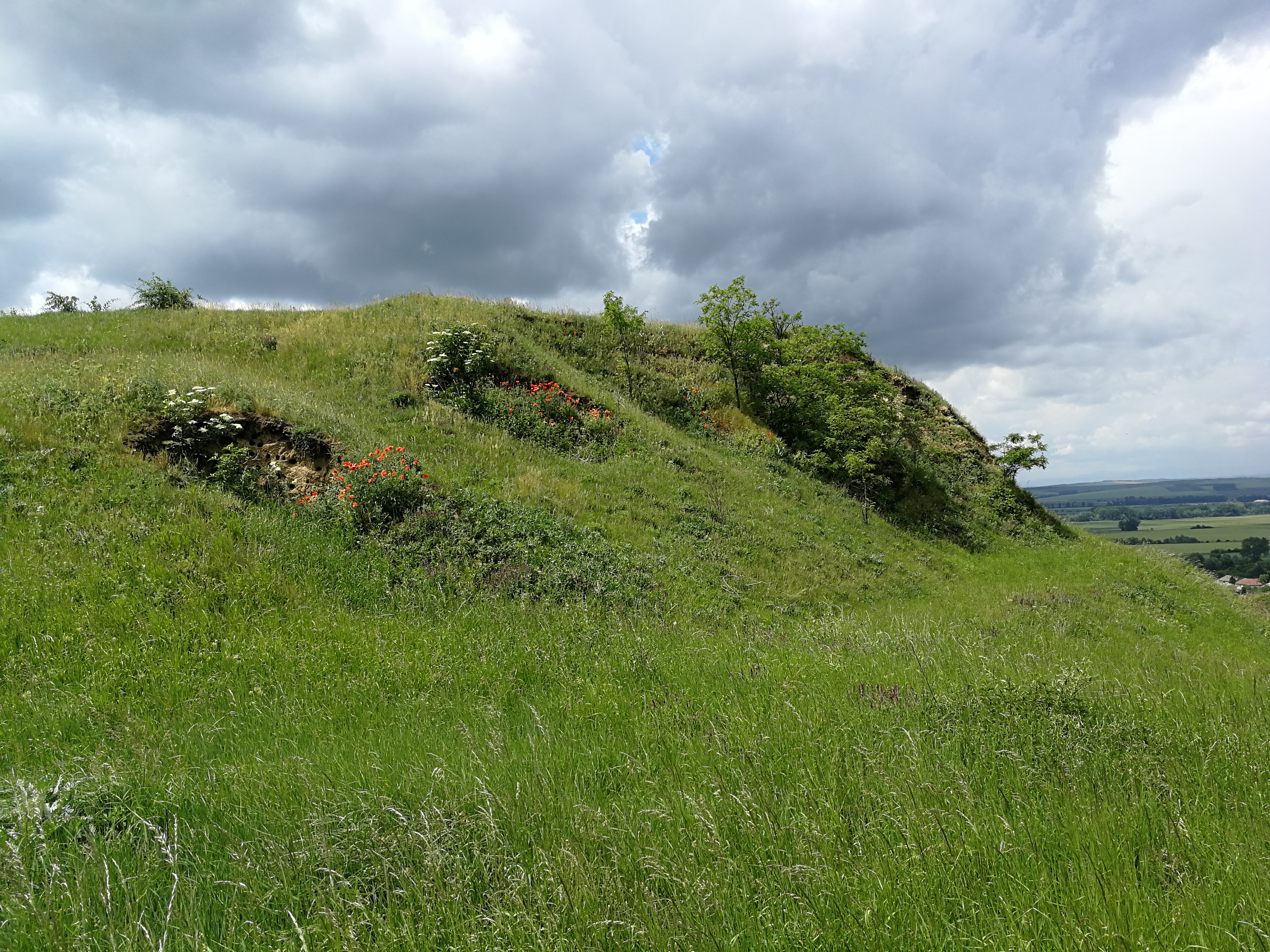
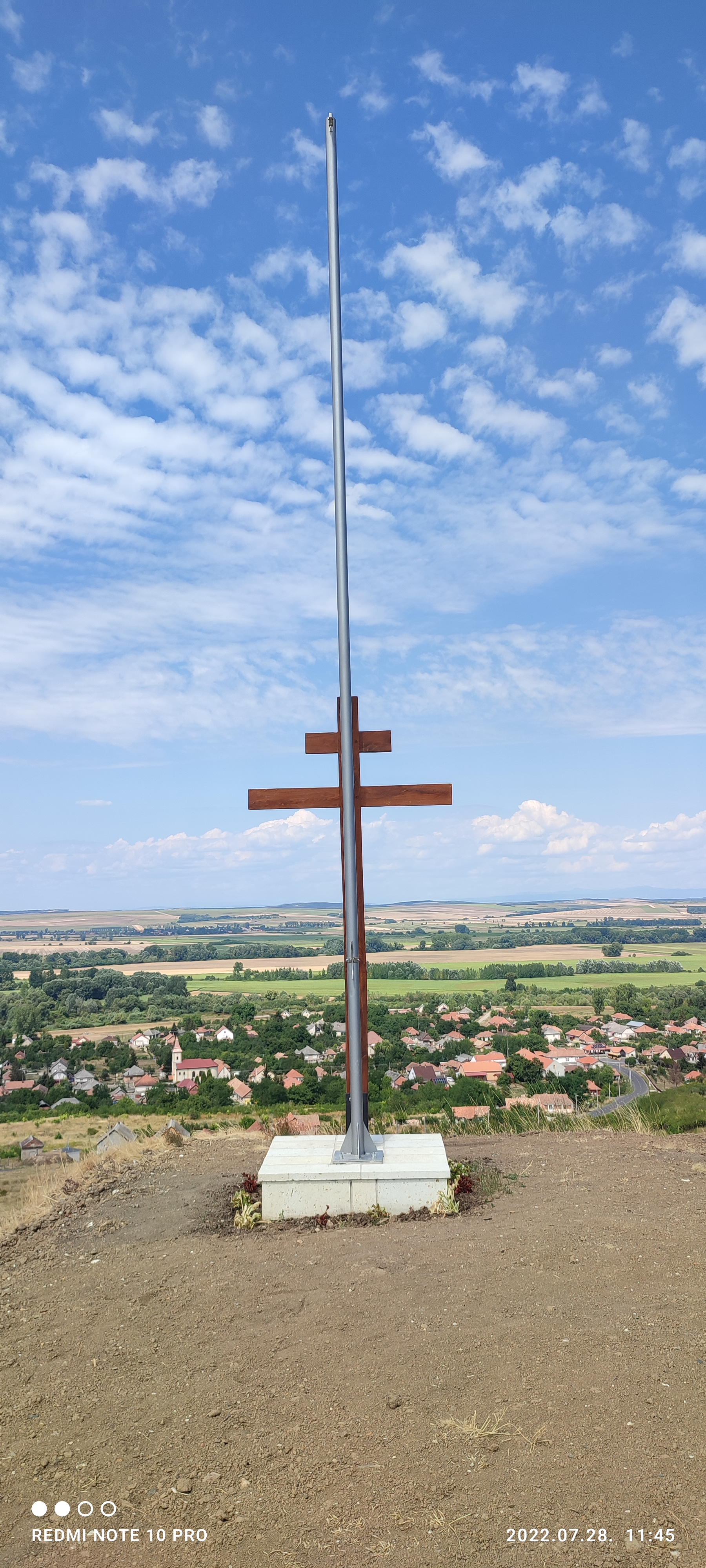

## Forrás
- Nováki Gyula – Sárközy Sebestyén – István Feld: Borsod-Abaúj-Zemplén megye várai az őskortól a kuruc korig. Magyarország várainak topográfiája 1. Javitott kiadás, Budapest-Miskolc, 2009.  Hozzáférés: 2023. május 14.